# Christopher Edmund Broome
Christopher Edmund Broome (ur. 24 lipca 1812 w Berkhamsted, zm. 15 listopada 1886 w Nordhausen) – angielski mykolog.

## Życiorys
Urodził się 24 lipca 1812 roku w historycznym miasteczku targowym Berkhamsted, około 40 km na północny zachód od Londynu. Był synem adwokata. W 1832 roku ukończył prywatną szkołę w Kensington i został wysłany do seminarium duchownego w Cambridgeshire. Niedługo jednak do niego uczęszczał i wstąpił do kolegium Trinity Hall w Cambridge. Ukończył je w 1836 r., a rok później poślubił Charlotte Horman. Zamieszkali w Rudloe Cottage, niedaleko Box, następnie w Clifton w Bristolu, a od 1848 r. do końca życia w Elmhurst, niedaleko Batheaston.

## Praca naukowa
Broome zainteresował się mykologią. Wiele z zebranych przez siebie grzybów wysyłał do M.J. Berkeleya. Razem w ciągu 37 lat opublikowali serię Notices of British Fungi, wspólnie opisując nie mniej niż 550 nowych gatunków. Współpracowali także przy opisach grzybów zebranych na Sri Lance oraz przy kolekcjach grzybów z Brisbane w Australii. Broome sam niewiele opublikował, głównie sprawozdania o miejscowych grzybach w Somerset i Wiltshire. Szczególnie interesował się truflami i grzybami podobnymi do trufli. Po jego śmierci jego zielnik zawierał około 40 000 okazów grzybów, które znajdują się obecnie w Królewskim Ogrodzie Botanicznym w Kew. Jego botaniczne okazy i biblioteka zostały przekazane do Bath Royal Literary & Scientific Institution, gdzie pozostają do dziś.
W nazwach naukowych zdiagnozowanych przez niego gatunków grzybów znajduje się jego nazwisko Broome, zazwyczaj jednak wspólnie z M.J. Berkeleym (Berk.& Broome).